# DirectSound
DirectSound (англ. direct — прямий, безпосередній, і англ. sound — звук) — Програмний інтерфейс (API) в системі Windows для відтворення й запису звуку. Входить до складу розширення DirectX.
Інтерфейс DirectSound був розроблений у середині 1990-х на додаток до стандартного звукового інтерфейсу MME, головним чином для відтворення звуків в іграх й інших додатках реального часу. Згодом до нього були додані інтерфейси DirectSoundCapture, призначений для запису звуку, і DirectSound3D, що дозволяє працювати із просторовими звуками.
DirectSound має об'єктно-орієнтовану структуру, багато в чому схожу на COM, яка найбільше зручно використається в мові C++.
Інтерфейс сполучає в собі властивості як низького рівня (наближеність безпосередньо до апаратур (звуковому адаптеру комп'ютера), висока ефективність), так і високого (незалежність від архітектури конкретного пристрою, простота й гнучкість програмування).
Працюючи з DirectSound, програміст описує потрібну йому кількість джерел звуку, указуючи властивості кожного із джерел (вид звучання, його гучність, висоту, просторову локалізацію, напрямок і швидкість руху в DirectSound3D). Потім у будь-який момент будь-яке джерело може бути включене, при цьому його звучання додається до звучання інших джерел (звуки змішуються). У будь-який момент можуть бути змінені властивості джерела, або він може бути виключений.
Звукова підсистема Windows автоматично розподіляє ресурси звукової плати між активними джерелами, намагаючись використати їх найбільш ефективно й задіюючи можливості апаратного прискорення (при їхній наявності). При відсутності в плати тих або інших можливостей апаратного прискорення вони емулюються програмно за рахунок ресурсів центрального процесора.